# Božena Vranješ – Šoljan
Božena Vranješ – Šoljan (Makarska, 1945.)
Od 1997. zaposlena na Odsjeku za povijest Filozofskog fakulteta u Zagrebu. Doktorirala 1988. Istraživački se bavi povijesnom demografijom i poviješću hrvatske manjine na srednjoeuropskom području.